# Pinne (subacquea)

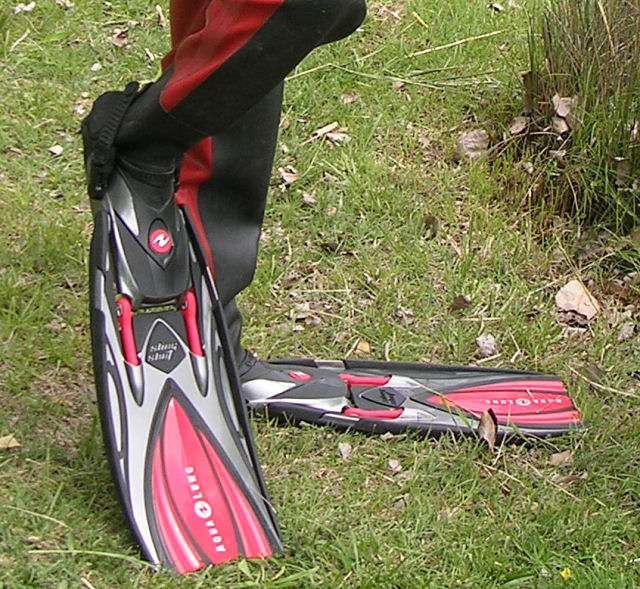
Un esempio di pinne

Le pinne sono delle calzature usate dai subacquei per muoversi più efficacemente sott'acqua e, più generalmente, usate per attività sportive acquatiche (tra cui body-surf e nuoto).

## Storia
Lo statista ed inventore Benjamin Franklin costruì un paio di primordiali pinne quando da ragazzo viveva a Boston vicino al fiume; erano costituite da due sottili pezzi di legno che gli consentivano di muoversi velocemente in acqua.
Louis de Corlieu in Francia e Owen Churchill negli Stati Uniti, lavorando indipendentemente, furono i primi a rendere le pinne una realtà.  Il modello di Churchill catturò l'attenzione della Marina Statunitense, che li fece utilizzare agli uomini rana nei primi anni quaranta. 
I primi militari ad usare le pinne in azioni belliche furono gli incursori italiani della Xª Flottiglia MAS durante la seconda guerra mondiale. Le pinne utilizzate erano considerate armi segrete e come tali si cercava di non farle cadere in mano ai nemici.

## Geometria delle pinne
Le pinne sono costituite essenzialmente da due parti:
- la scarpetta
- la pala.

### Scarpetta
La scarpetta è la parte della pinna che ricopre il piede. È in genere realizzata in gomma morbida per garantire la massima aderenza al piede e dotata di opportune aperture (davanti alle dita centrali o sotto di esse) per evitare la formazione di bolle d'aria. La sua conformazione riveste particolare importanza, dovendosi evitare la perdita accidentale della pinna durante l'uso.
Esistono principalmente due tipologie di scarpetta:
- scarpetta chiusa: riveste completamente il piede, per cui può essere utilizzata anche senza calzari o con un calzare in neoprene;[1]
- scarpetta aperta (o "a tallone aperto"): lascia il tallone scoperto, in corrispondenza del quale è presente un cinghiolo (o lacciolo) regolabile tramite una fibbia; rispetto alla scarpetta chiusa è meno comoda (soprattutto se si indossa a piedi nudi[1]) e un po' più pesante,[1] ma permette di utilizzare più tipologie di calzari con la stessa pinna;[1] quest'ultimo tipo è dunque preferito dai subacquei che effettuano immersioni in condizioni climatiche differenziate, potendo usare lo stesso accessorio con calzari di differente spessore e protezione termica.

### Pala
La pala è una superficie piatta fissata sull'estremità anteriore delle pinne. La sua funzione è quella di trasmettere ed amplificare la spinta associata al movimento del piede.
La pala deve presentare opportuna lunghezza ed elasticità, è in genere di spessore assai sottile e sostenuta da nervature laterali. In alcuni modelli ormai in disuso, la pala presentava un'apertura ortogonale alla direzione di marcia, per consentire un certo passaggio di acqua durante la pinnata (o palata).
Le pale delle pinne incrementano la forza di spinta del piede maggiorando la superficie acquea sulla quale imprimere la spinta per ciascun passo. Inoltre la conformazione della pala e l'elasticità del materiale contribuiscono a distribuire in modo ottimale l'azione muscolare sull'acqua per il massimo rendimento della pinnata.
Le pale possono essere più o meno rigide: le pale più rigide danno maggiore spinta ma richiedono anche un maggiore sforzo per le gambe, mentre le pale più morbide danno una spinta minore ma richiedono allo stesso tempo un minore sforzo sulle gambe.
Può essere solidale alla scarpetta oppure fissata tramite viti. Il secondo sistema, più costoso, consente di cambiare la pala a piacimento, adottando quella ritenuta più idonea all'uso del momento, ed inoltre consente di cambiare la pala (l'elemento più fragile) qualora si rompa.
Le pale sono costruite in genere in materiale polimerico (termoplastici o gomma) o in materiale composito (in fibra di carbonio o in fibra di vetro) o in più materiali.

## Classificazione per impiego

### Pinne da apnea

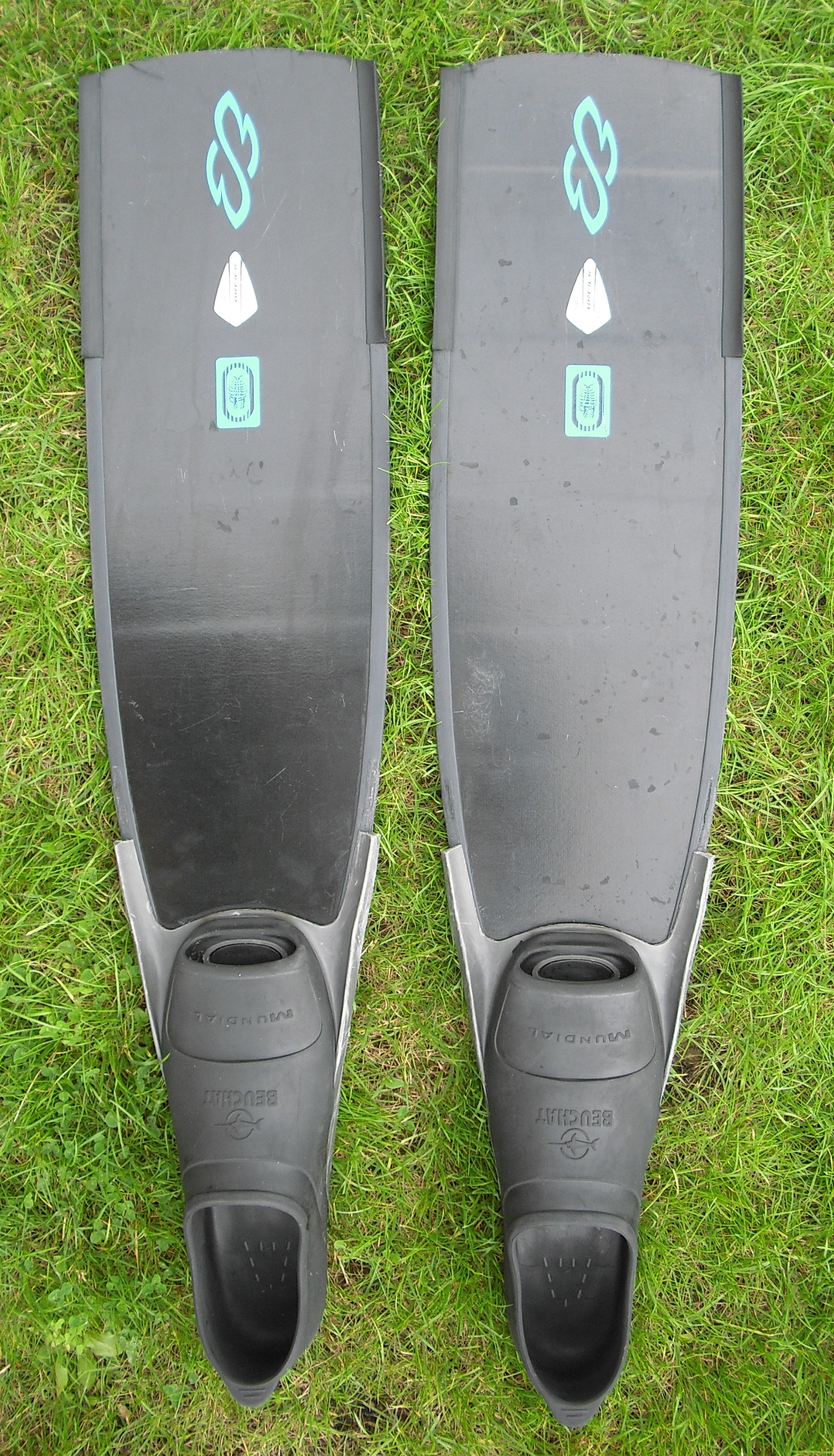
un esempio di pinne da apnea

Per l'apnea (ed in particolare per la pesca all'aspetto) le pinne sono molto lunghe ed a pala rigida, per pinnate lente e potenti. Si tratta di pinne che consentono di sfruttare al massimo la propulsione delle gambe.
La scarpetta normalmente si indossa con un calzare in neoprene che, oltre a proteggere termicamente il piede, previene le abrasioni da uso prolungato (una sessione di nuoto in apnea o di pesca in apnea può durare anche 4-6 ore);
La pala è normalmente in materiale polimerico o in fibra di carbonio; alcuni modelli adottano materiali misti e parti in grafite.

### Pinne da ARA

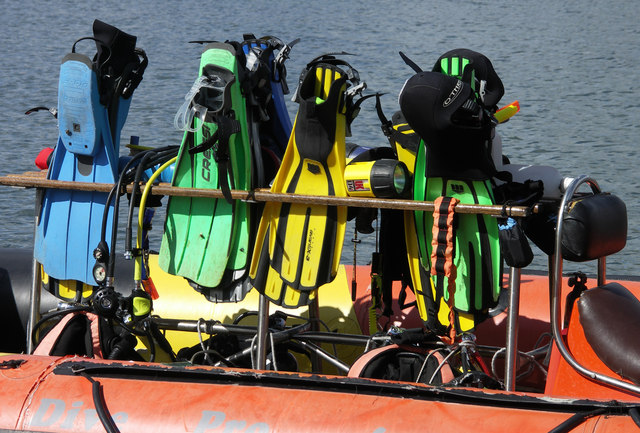
Pinne da ARA

Con questo termine si indicano normalmente pinne utilizzate per le immersioni con le bombole.
Per le immersioni con bombole non vi è l'esigenza di risparmiare riserve respiratorie, per cui le pinnate possono essere più frequenti; si usano quindi pinne a pala morbida, che consentono una migliore modulazione della potenza di passo ed una più agevole escursione laterale per veloci cambi di assetto. Si distinguono dalle pinne per apnea per la scarpetta aperta e per una forma più corta e larga.
Normalmente sono costruite interamente in materiale polimerico; essendo a scarpetta aperta, richiedono un paio di calzari dotati di suola; in questo modo è possibile utilizzare il calzare come vera e propria calzatura per camminare su superfici irregolari o scivolose durante il trasporto dell'attrezzatura per le immersioni.

### Pinne da snorkeling

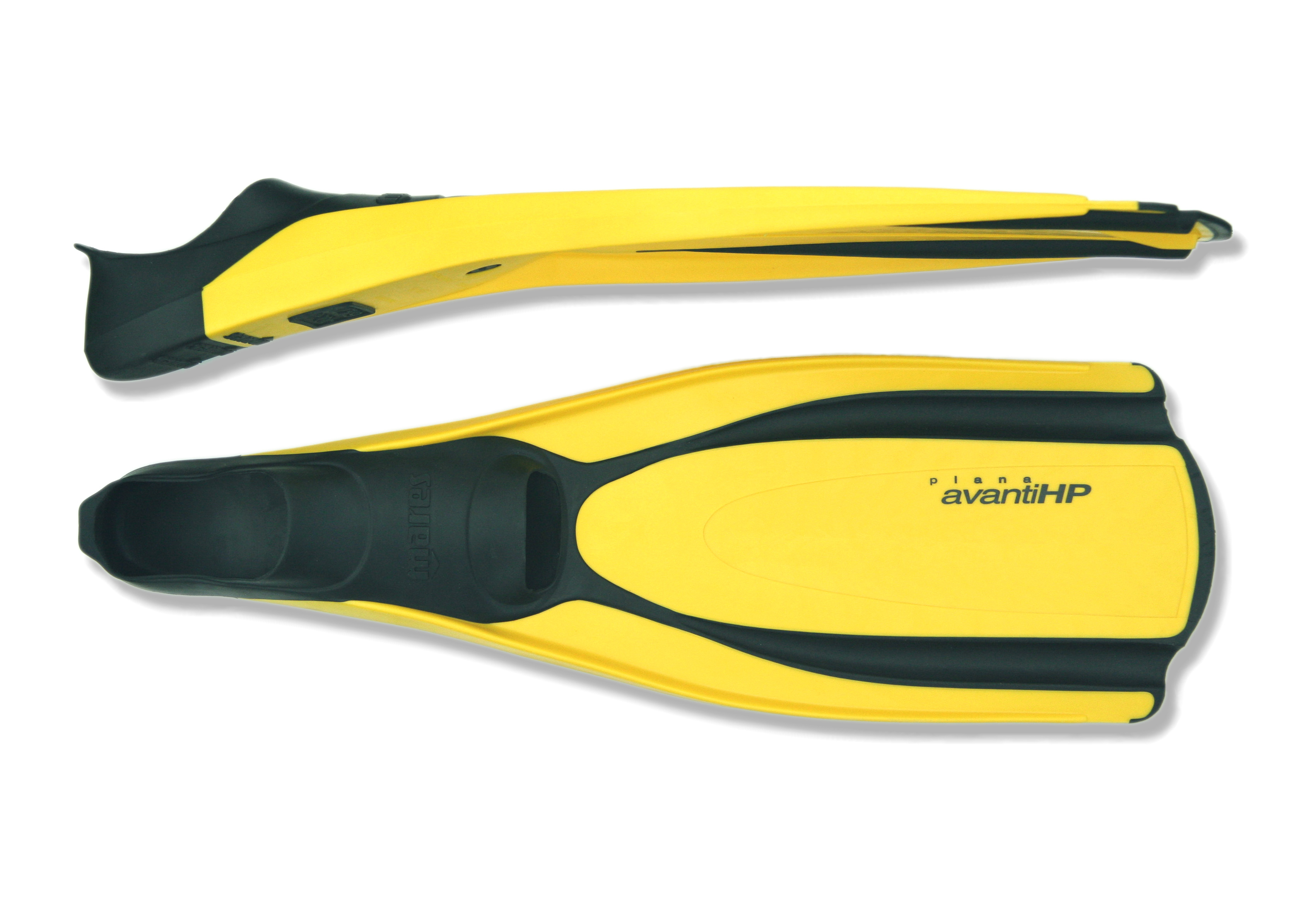
Un esempio di pinne da snorkeling

Le pinne da snorkeling sono un ibrido fra le pinne da apnea, di cui conservano la scarpetta chiusa, e quelle da ARA, di cui mantengono la forma più corta e larga. Se di buona qualità, sono un valido sostituto alle pinne da ARA (di cui spesso sono la variante con scarpetta invece che cinghiolo).
In genere sono costruite in materiali polimerici con una densità prossima a quella dell'acqua, in modo da non galleggiare né affondare.
Le pale delle pinne da snorkeling presentano in genere una durezza media, in modo da offrire una certa forza propulsiva senza affaticare troppo le gambe.

### Pinne da piscina

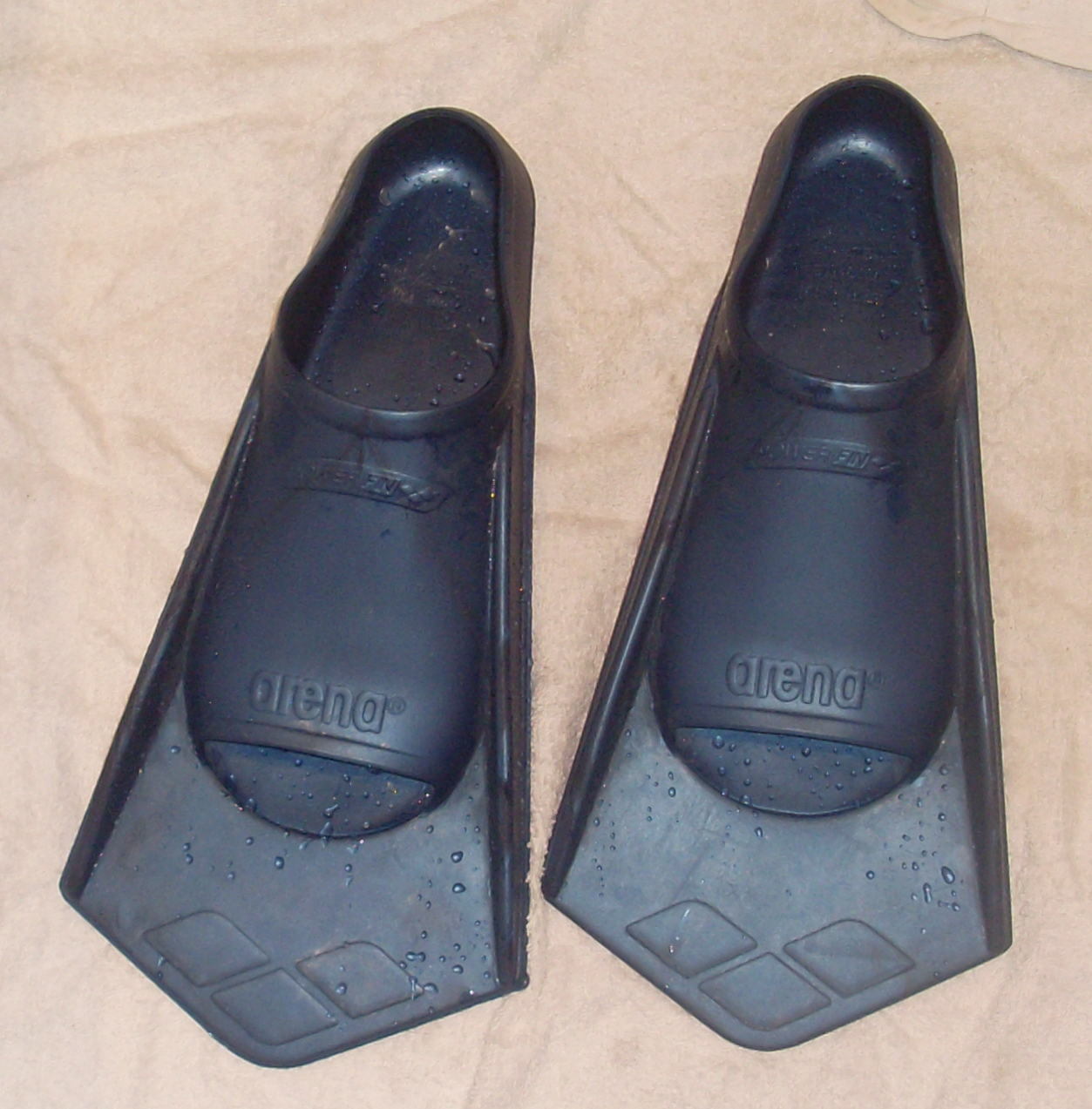
Un esempio di pinne da piscina

Le pinne da piscina sono pinne molto corte utilizzate per potenziare la propulsione nei nuotatori. La scarpetta e la pala sono in genere costituite dallo stesso materiale.

### Pinne da nuoto per salvamento

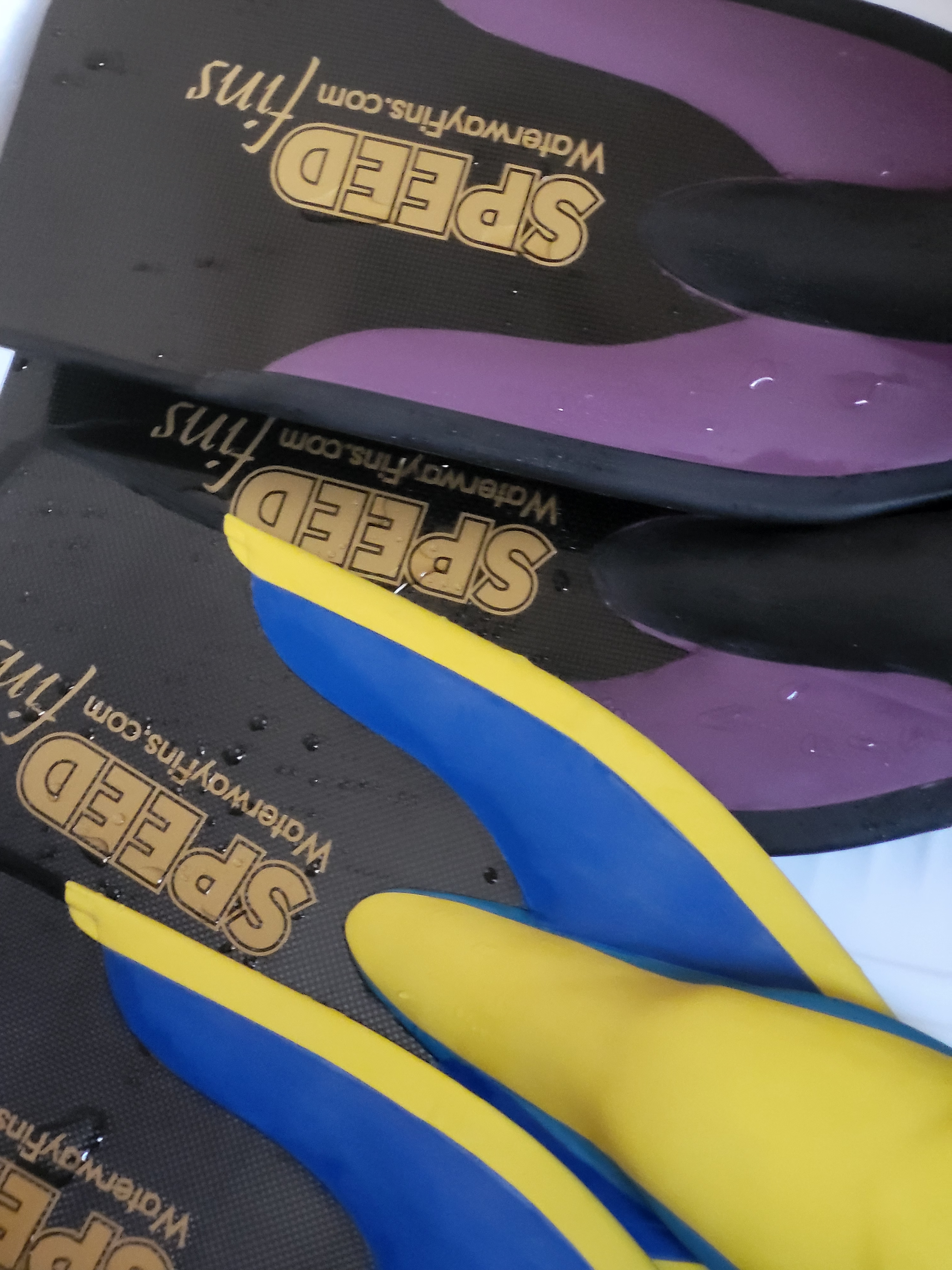
Pinne utilizzate nel nuoto per salvamento.

Il nuoto per salvamento, specialità particolarmente diffusa in Italia, richiede l'utilizzo di pinne specifiche (nonostante sia tollerato l'utilizzo di pinne da snorkeling). La peculiarità di queste pinne consiste nelle loro dimensioni dettate dal regolamento dello sport.

### Monopinna

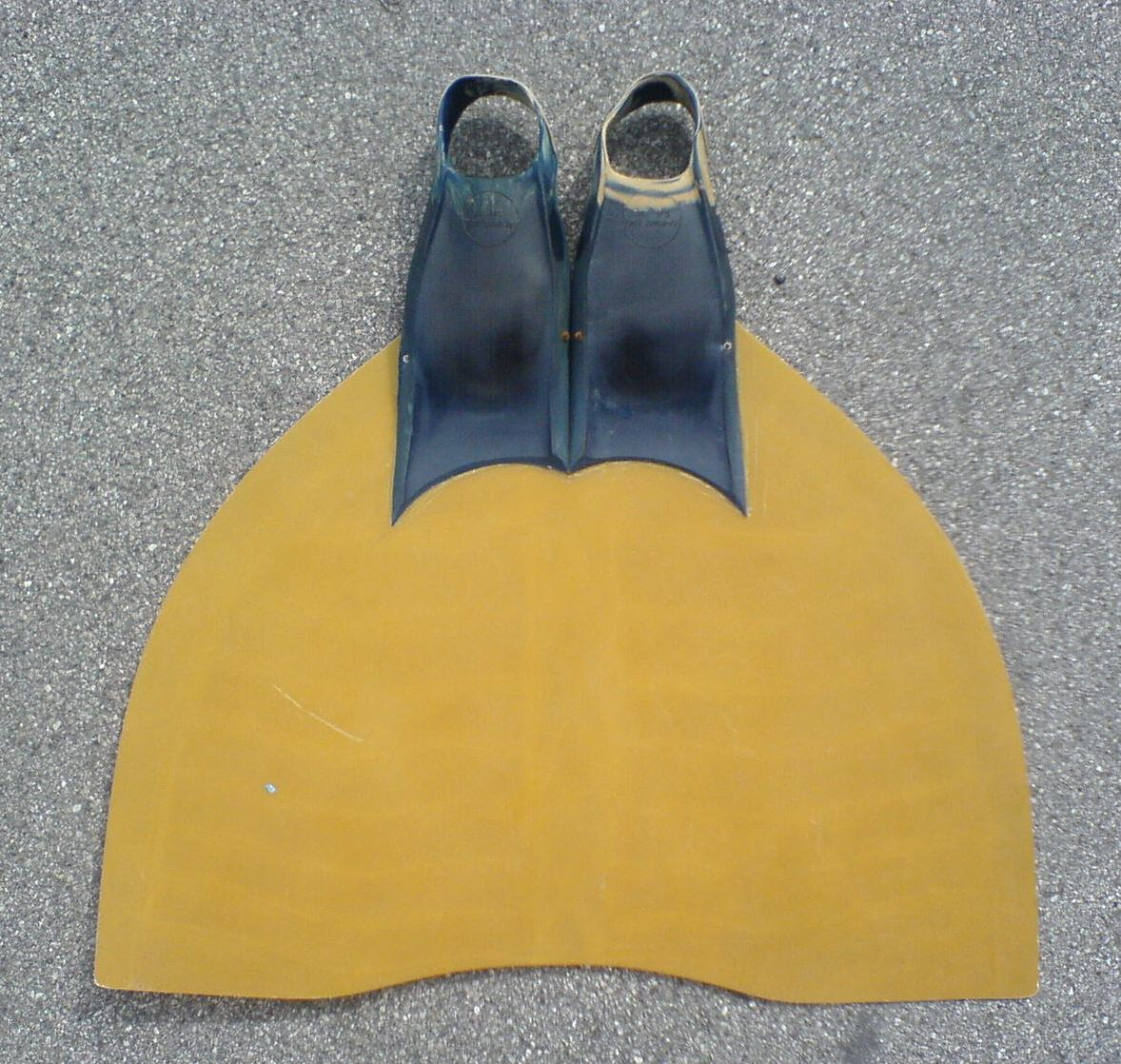
Un vecchio modello di monopinna di provenienza russa.

Nei modelli monopinna entrambi i piedi sono alloggiati nella medesima calzatura.
Essa è costituita da una pala unica che può essere in materiale plastico (solo per i giovani atleti che si avviano al preagonismo), in fibra di vetro (vetroresina), e più recentemente anche in carbonio e kevlar. Nel corso del tempo ha avuto un'evoluzione, fino a giungere ad un modello che si può definire standard: le dimensioni vanno dai 60/80 centimetri di lunghezza e 60/70 centimetri di larghezza.

## Ricerca tecnologica
La ricerca tecnologica studia l'ottimizzazione dell'idrodinamica, la riduzione dei vortici e degli eventuali svantaggi da effetto Venturi, la riduzione degli attriti (attraverso lo studio di nuovi materiali).